# Iceage
Iceage – duński zespół punkowy, założony w 2008 roku. W styczniu 2011 roku wraz z ukazaniem się ich debiutanckiego albumu New Brigade zyskał duże zainteresowanie mediów, a jego powstanie uznano za reaktywację duńskiej sceny punkowej. Magazyn muzyczny Soundvenue określił ich album jako „prawdopodobnie najważniejszy duński album od czasu Klichés Supertanker”.

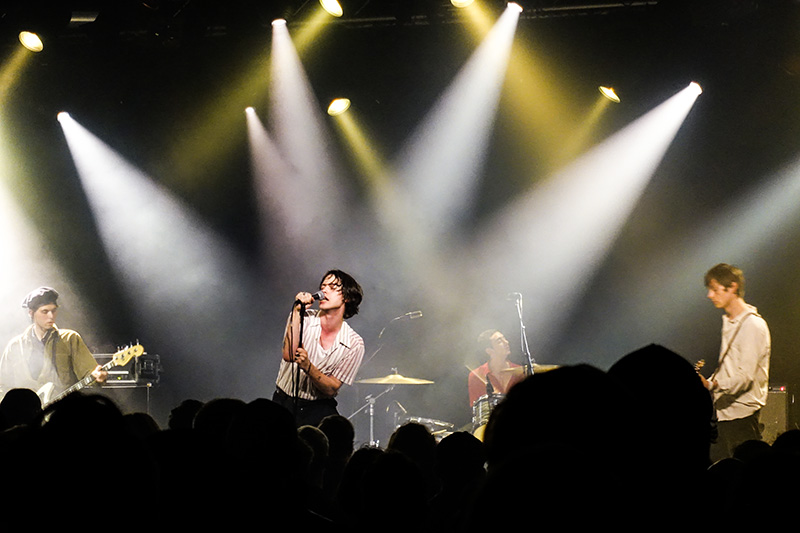
Iceage w Aarhus, 2016 r.

## Historia i twórczość

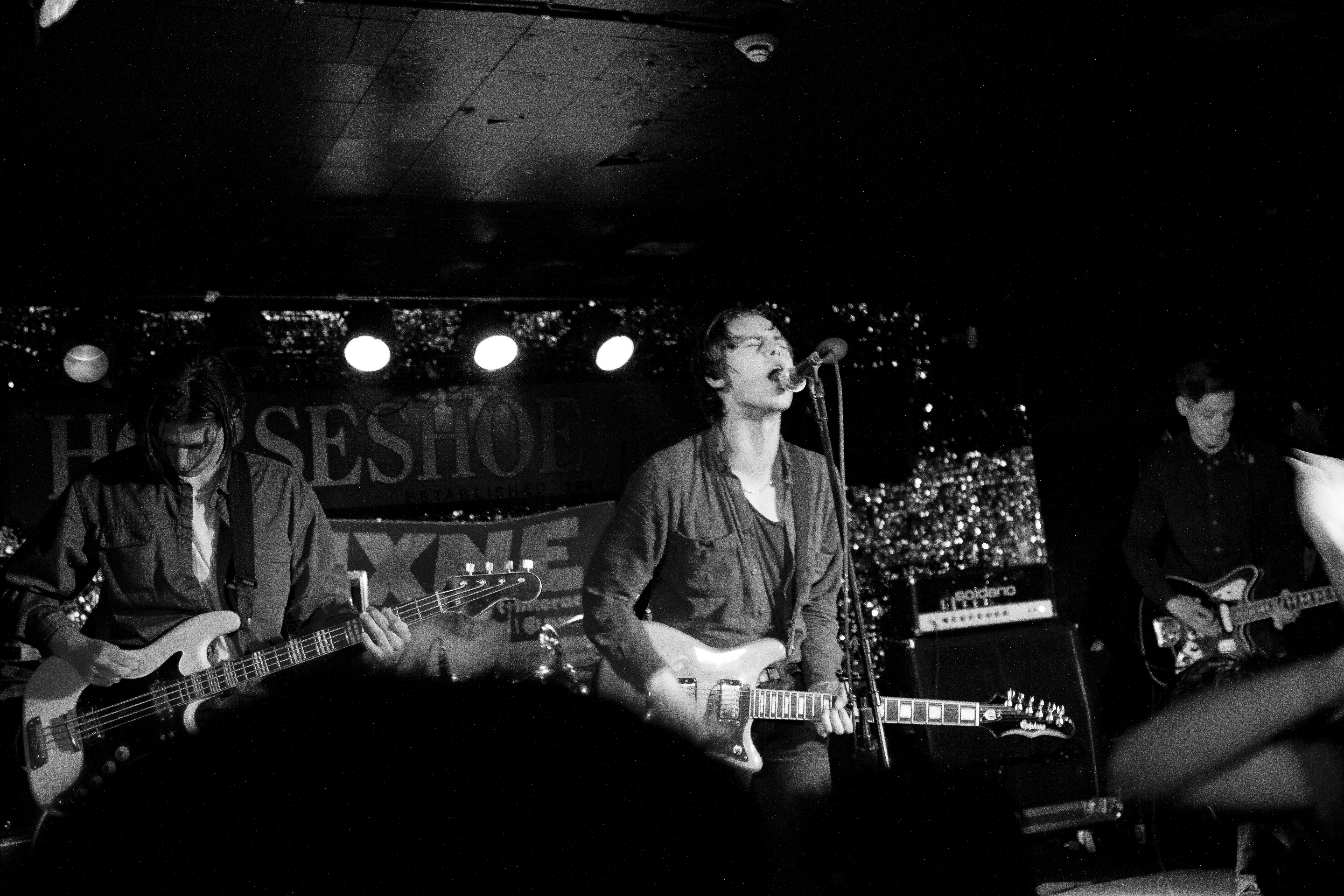
Iceage w Toronto

Iceage powstał w 2008 roku, gdy członkowie zespołu mieli około 17 lat. Podpisali kontrakt z Escho i wydali debiutancki singiel 7” w 2009 roku. W późniejszym czasie podpisali również kontrakt z duńską wytwórnią Tambourhinoceros i amerykańską Dais Records.
W 2010 roku zespół grał m.in. na festiwalach muzycznych Roskilde (odbywający się od 1971 roku i zalicza się do największych festiwali w Europie) i I Scream in the Dark (cykliczny festiwal muzyczny w Danii). 9 marca 2011 roku grali również jako support z pionierami muzyki postpunkowej Wire i Vega. W związku z wydaniem ich debiutanckiego albumu przez amerykańską wytwórnię w 2011 roku zespół wyruszył w trasę koncertową po USA i Kanadzie.
W 2012 roku zdobyli nagrodę „Årets Håb” (Nadzieja Roku) w plebiscycie Årets Steppeulv (duńska nagroda przyznawana przez Stowarzyszenie Duńskich Krytyków Muzycznych), natomiast w 2018 roku nagrodę Favorite Indie Pop and Indie Rock Albums za album Beyondless.
7 maja 2021 roku Iceage wydał swój piąty album Seek Shelter.

## Członkowie
- Elias Bender Rønnenfelt – wokal (ur. 24.03.1992)[5]
- Jakob Tvilling Pless – gitara basowa (ur. 10.11.1992)[5]
- Johan Suurballe Wieth – gitara (ur. 13.07.1991)[5]
- Dan Kjær Nielsen – perkusja (ur. 11.10.1991)[5]
- Casper Morilla – gitara (ur. 31.03.1985)

## Dyskografia
Albumy:
- New Brigade (2011)
- You’re Nothing (2013)
- Plowing into the Field of Love (2014)
- Beyondless (2018)
- Seek Shelter (2021)

Extended plays (EPs):
- Iceage (2009)
- Lower / Iceage (2018)
- To the Comrades (2013)

Single:
- „New Brigade” (2010)
- „Broken Bone” (2011)
- „White Rune” (2011)
- „Ecstasy” (2013)
- „Wounded Hearts” (2013)
- „The Lord’s Favorite” (2014)
- „Catch It” (2018)
- „Pain Killer” (2018)
- „Take It All” (2018)
- „The Day the Music Dies” (2018)
- „Hurrah” (2018)
- „Lockdown Blues” (2020)
- „The Holding Hand” (2021)
- „Vendetta” (2021)

## Źródła
- https://tmagazine.blogs.nytimes.com/2011/06/16/now-slammin-iceage-in-brooklyn/
- https://www.allmusic.com/artist/iceage-mn0002658277
- https://www.rollingstone.com/music/music-news/johan-wieth-broadens-iceages-soundscape-52626/
- https://www.discogs.com/artist/1599156